# Nintendo Research & Development 2
Nintendo Research & Development 2 (Nintendo R&D2) è stata una divisione di ricerca e sviluppo interna a Nintendo.
È conosciuta per aver progettato il Famicom, noto in occidente come Nintendo Entertainment System.

## Storia
Il team venne istituito alla fine degli anni '70 sotto la direzione di Masayuki Uemura, che prima di entrare in Nintendo aveva lavorato per la Sharp Corporation. Uemura era stato un ingegnere capo del Nintendo Research & Development 1, dove si era occupato della produzione di giocattoli elettrici e cabinati da sala giochi elettromeccanici. Nel 1977 gli venne affidata una divisione a parte per lavorare alla serie di console casalinghe Color TV Game, lasciando R&D1 allo sviluppo di videogiochi arcade e Game & Watch.
Nel novembre 1981 Hiroshi Yamauchi, presidente di Nintendo, chiese a Uemura di realizzare una console a cartucce rimovibili, convinto che il successo dei Game & Watch non sarebbe durato a lungo. Uemura si mise così in contatto con l'azienda d'elettronica Ricoh e insieme realizzarono il Famicom, uscito in Giappone nel 1983. Il dipartimento R&D2 si occupò dei primi giochi disponibili sulla piattaforma, che erano principalmente conversioni di giochi arcade sviluppati in precedenza da R&D1. Negli anni seguenti R&D2 progettò la versione occidentale del Famicom, chiamata Nintendo Entertainment System, il Famicom Disk System e il Super Nintendo. Per quest'ultima realizzò anche il Satellaview, una periferica per il collegamento a internet.
Dalla metà degli anni '90, R&D2 si concentrò sullo sviluppo software, lasciando il compito di progettare le successive console fisse alla divisione Nintendo Integrated Research & Development. Uno dei game designer che lavorò in questi anni all'interno del team è Eiji Aonuma, che realizzò il gioco action-adventure Marvelous: Mōhitotsu no Takarajima. Shigeru Miyamoto, amministratore delegato di Nintendo Entertainment Analysis & Development, apprezzò il lavoro di Aonuma e lo coinvolse nello sviluppo di The Legend of Zelda: Ocarina of Time. Successivamente R&D2 si occupò delle conversioni per Game Boy Color e Advance di giochi platform della serie Super Mario, sotto la direzione di Hiroyuki Kimura.
Nel 2004, a causa di una ristrutturazione aziendale, i dipartimenti R&D1 e R&D2 furono chiusi. Gli sviluppatori vennero ricollocati nel nuovo gruppo Nintendo Software Planning & Development e in Nintendo EAD. Kimura fu uno dei secondi, e all'interno di EAD sviluppò la fortunata serie New Super Mario Bros., grazie anche all'esperienza guadagnata con i Super Mario Advance.

## Lista di videogiochi sviluppati
| Titolo                                                             | Produttore                                        | Direttore                           | Musica                                    | Data uscita                        | Piattaforma      |
| ------------------------------------------------------------------ | ------------------------------------------------- | ----------------------------------- | ----------------------------------------- | ---------------------------------- | ---------------- |
| Donkey Kong                                                        | Masayuki Uemura                                   | Shigeru Miyamoto                    | Yukio Kaneoka                             | 15 luglio 1983 15 ottobre 1986     | Famicom / NES    |
| Donkey Kong Jr.                                                    | Masayuki Uemura                                   | Shigeru Miyamoto                    | Yukio Kaneoka                             | 15 luglio 1983 15 giugno 1987      | Famicom / NES    |
| Popeye                                                             | Masayuki Uemura                                   | Shigeru Miyamoto                    |                                           | 15 luglio 1983 1986                | Famicom / NES    |
| Gomoku Narabe Renju                                                | Masayuki Uemura                                   |                                     |                                           | 27 agosto 1983                     | Famicom          |
| Mahjong                                                            | Masayuki Uemura                                   |                                     |                                           | 27 agosto 1983                     | Famicom          |
| Mario Bros.                                                        | Masayuki Uemura                                   | Shigeru Miyamoto                    | Yukio Kaneoka                             | 9 settembre 1983 1º settembre 1986 | Famicom / NES    |
| Popeye no eigo asobi                                               | Masayuki Uemura                                   |                                     |                                           | 22 novembre 1983                   | Famicom          |
| Baseball                                                           | Masayuki Uemura                                   |                                     |                                           | 7 dicembre 1983 1º settembre 1986  | Famicom / NES    |
| Donkey Kong Jr. Math                                               | Masayuki Uemura                                   |                                     |                                           | 12 dicembre 1983 10 luglio 1986    | Famicom / NES    |
| Ice Hockey (con Nintendo Research & Development 4)                 | Shigeru Miyamoto                                  | Hideki Konno                        | Soyo Oka                                  | 21 gennaio 1988 15 aprile 1988     | FDS / NES        |
| NES Open Tournament Golf                                           | Masayuki Uemura                                   | Kenji Miki                          | Akito Nakatsuka                           | 20 settembre 1991 18 giugno 1992   | Famicom / NES    |
| Marvelous: Mōhitotsu no Takarajima                                 | Masayuki Uemura                                   | Eiji Aonuma                         | Yuichi Ozaki                              | 26 ottobre 1996                    | Super Famicom    |
| Sutte Hakkun                                                       | Masayuki Uemura                                   | Masayu Nakata                       | Akito Nakatsuka                           | 2 novembre 1997                    | Super Famicom    |
| Super Mario Bros. Deluxe                                           | Masayuki Uemura, Kazuhiko Taniguchi               | Toshiaki Suzuki                     | Kōji Kondō                                | 10 maggio 1999 1º luglio 1999      | Game Boy Color   |
| Kirby Tilt 'n' Tumble                                              | Masayuki Uemura, Kazuhiko Taniguchi               | Toshiaki Suzuki                     | Takuya Maekawa, Yuichi Ozaki, Masami Yone | 23 agosto 2000                     | Game Boy Color   |
| Super Mario Advance                                                | Shigeru Miyamoto                                  | Toshiaki Suzuki                     | Kōji Kondō                                | 21 marzo 2001 22 giugno 2001       | Game Boy Advance |
| Super Mario Advance 2: Super Mario World                           | Shigeru Miyamoto                                  | Hiroyuki Kimura                     | Kōji Kondō                                | 14 dicembre 2001 12 aprile 2002    | Game Boy Advance |
| Super Mario Advance 3: Yoshi's Island                              | Takashi Tezuka                                    | Hiroyuki Kimura                     | Kōji Kondō                                | 30 settembre 2002 11 ottobre 2002  | Game Boy Advance |
| The Legend of Zelda: A Link to the Past & Four Swords (con Capcom) | Takashi Tezuka, Noritaka Funamizu, Katsuhiro Sudo | Yoichi Yamada, Hidemaro Fujibayashi | Kōji Kondō, Yuko Takehara                 | 2 dicembre 2002 28 marzo 2003      | Game Boy Advance |
| Super Mario Advance 4: Super Mario Bros. 3                         | Takashi Tezuka                                    | Hiroyuki Kimura                     | Kōji Kondō                                | 11 luglio 2003 17 ottobre 2003     | Game Boy Advance |